# O Playboy Rodou (EP)
O Playboy Rodou é um extended play do artista brasileiro Hungria Hip Hop, lançado em 26 de setembro de 2014, através da Best Produções e distribuído pela ONErpm. O EP possui cinco faixas e traz os singles "O Playboy Rodou" e "Baú dos Piratas". Hungria lançou o EP com o intuito de promover seu álbum de estúdio Meu Carona, que estava a caminho, selecionando cinco faixas do álbum para criar expectativa para o lançamento.

## Faixas
| N.º            | Título            | Compositor(es)  | Produtor(es)   | Duração |  |
| 1.             | "Sai do Meu Pé"   | Hungria Hip Hop | Neguim         | 3:43    |  |
| 2.             | "Não Tenho Freio" | Hungria Hip Hop | Neguim         | 4:06    |  |
| 3.             | "O Playboy Rodou" | Hungria Hip Hop | Neguim         | 4:37    |  |
| 4.             | "Copo Pro Alto"   | Hungria Hip Hop | Neguim         | 4:30    |  |
| 5.             | "Baú dos Piratas" | Hungria Hip Hop | Neguim         | 4:44    |  |
| Duração total: | Duração total:    | Duração total:  | Duração total: | 16:01   |  |

## Histórico de lançamento
| País  | Data                   | Formato(s)                         | Gravadora                | Ref.  |
| ----- | ---------------------- | ---------------------------------- | ------------------------ | ----- |
| Mundo | 26 de setembro de 2014 | Download digital streaming Mini CD | Best sob dist. da ONErpm | [ 6 ] |